# Brachythecium falcatulum
Brachythecium falcatulum är en bladmossart som beskrevs av Jean Édouard Gabriel Narcisse Paris 1900. Brachythecium falcatulum ingår i släktet gräsmossor, och familjen Brachytheciaceae. Inga underarter finns listade i Catalogue of Life.